# Filip Cveticanin
Filip Cveticanin (ur. 19 czerwca 1996 w Funchal) – portugalski siatkarz, grający na pozycji środkowego, reprezentant Portugalii.
Z pochodzenia jest Serbem. Jego ojciec Vladimir, również był siatkarzem.

## Przebieg kariery
| 2013–2017                 | Castêlo da Maia Ginásio Clube |
| 2017–2019                 | SL Benfica                    |
| 2019 (do 12.2019)         | Foinikas Syros                |
| 2020–2020 (od 03.01.2020) | Esmoriz Ginásio Clube         |
| 2020–2021 (do 10.12.2021) | SC Espinho                    |
| 2021–2022 (od 13.12.2021) | AS Cannes VB                  |
| 2022–                     | SCM Zalău                     |

## Sukcesy klubowe
Puchar Portugalii:
- 2014, 2018[5], 2019

Mistrzostwo Portugalii:
- 2019
- 2018
- 2014, 2016

Superpuchar Portugalii:
- 2018